# Табакова, Юлия Геннадьевна
Ю́лия Генна́дьевна Табако́ва (в девичестве — Бубнёнкова, 1 мая 1980, Калуга) — российская легкоатлетка, серебряный призёр Олимпийских игр в эстафете 4×100 метров. Заслуженный мастер спорта России.

## Карьера
На Олимпийских играх в Афинах Юлия вместе с Ольгой Фёдоровой, Ириной Хабаровой и Ларисой Кругловой стала серебряным призёром Игр в эстафете 4×100 метров, уступив команде Ямайки.
В Париже, в 2003 году на чемпионате мира Ольга Фёдорова, Юлия Табакова, Марина Кислова и Лариса Круглова завоевали бронзовые медали в эстафете 4×100 метров.